# USS Tuscaloosa (CA-37)
«Таскалуса» (англ. USS Tuscaloosa (CA-37) — військовий корабель, важкий крейсер типу «Нью-Орлінзн» військово-морських сил США. Військовий корабель, який отримав назву на честь міста Таскалуса на заході штату Алабама в США.

## Історія створення
«Таскалуса» був закладений у вересні 1931 року на верфі New York Shipbuilding Corporation, Камден штат Нью-Джерсі. Спущений на воду 15 листопада 1933 року, вступив у стрій 17 серпня 1934 року.

## Історія
Крейсер служив у складі 6-ї дивізії спочатку на Західному Узбережжі, а потім на Тихому океані. На початку 1939 він був переведений до Атлантики і навесні здійснив плавання довкола Південної Америки. До складу ескадри, якою командував контр-адмірал Газбенд Кіммел, входили також «Сан-Франциско» і «Куїнсі».
Після початку війни в Європі крейсер брав участь у Нейтральному патрулюванні. У серпні 1941 він прикривав перевезення американських військ в Ісландію. З квітня 1942 року «Таскалуса» базувався на Скапа-Флоу і брав участь в проводці арктичних конвоїв.
У вересні він повернувся до Сполучених Штатів для ремонту перед десантною операцією в Північній Африці. У складі Західного Оперативного З'єднання в листопаді важкий крейсер брав участь у бою з французькою ескадрою в Касабланці. Він пошкодив есмінця «Фузі» і щасливо відхилився від торпед підводних човнів «Медуза» і «Антіопа». Після завершення десантної операції крейсер повернувся до США і знову брав участь в проводці атлантичних конвоїв.
У вересні 1943 він знову вийшов в арктичні води, прикриваючи авіаносець «Рейнджер» під час рейду проти німецьких баз в Норвегії. Після рейду до Шпіцбергену в жовтні «Таскалуса» повернувся до США. У червні — липні крейсер діяв біля берегів Нормандії у складі з'єднання А, забезпечуючи висадку на плацдарм «Юта». Останньою операцією крейсера в Європі стала підтримка висадки союзних військ на півдні Франції. Після цього він переходить на Тихий океан і в січні 1945 року приєднався до 3-го Флоту на Уліті.
У лютому крейсер бере участь в обстрілі Іодзіми. У березні він діє біля берегів Окінави, а потім його переводять до складу 7 Флоту, що базується на бухту Субік, Філіппіни. Останні місяці війни крейсер провів в китайських і корейських водах.
За часів війни важкий крейсер заслужив на 7 бойових зірок.

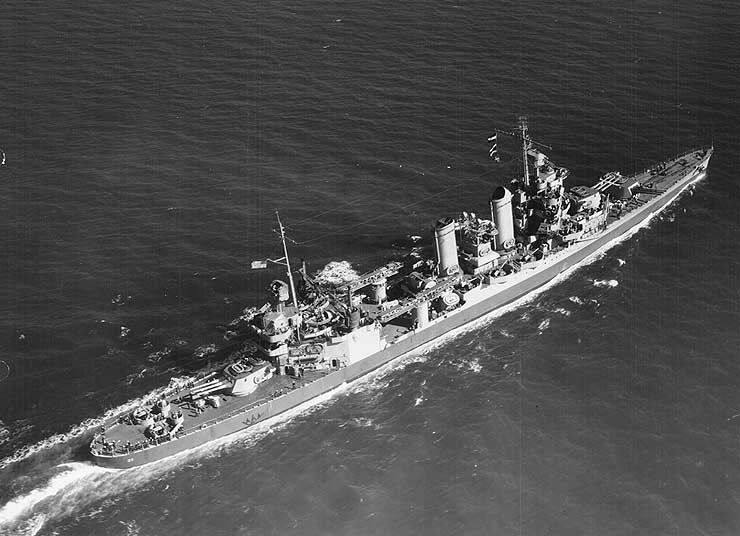
Важкий крейсер «Таскалуса» на поході. жовтень 1942

Артилерійська підтримка кораблями союзників висадки морського десанту на узбережжя Нормандії. Позиція важкого крейсеру «Таскалуса» в ході висадки десанту (на правому фланзі) навпроти плацдарму «Юта». Операція «Нептун». 6 червня 1944